# Злочин Сільвестра Бонара
«Злочин Сільвестра Бонара» (фр. Le Crime de Sylvestre Bonnard) — перший роман Анатоля Франса, що був опублікований у 1881 році у видавництві Кальман-Леві. Саме з цієї праці почалася літературна слава Анатоля Франса; в першу чергу він був відомий як поет угрупування Парнас. Роман отримав премію Французької академії.

## Сюжет
Роман написаний у формі щоденника головного героя. Сільвестер Бонар — вчений-ерудит, мислитель, філолог, який подорожує до Сицилії та Парижа у пошуках цінного рукопису французької версії «Золотої легенди». Він живе поміж книг.
Роман складається з двох частин: «Поліно» та «Жанна Александр», які фактично є сюжетно закінченими творами і могли б існувати й окремо. Єдність двох частин забезпечує спільна для них обох постать головного героя.
Поліно
Бонар якось передав нужденній молодій матері поліно та тарілку супу, а вона згодом, ставши багатою, відплачує старому добром за добро, здобувши йому рукопис «Золотої легенди».
Жанна Александр
Бонар випадково зустрічає юну дівчину Жанну, онучку жінки, яку він колись кохав. Щоб захистити дитину від її жорстокого опікуна нотаріуса Муша, Бонар викрадає її. Роман закінчується одруженням Жанни з Желі, одним із студентів Бонара.

## Український переклад
- Анатоль Франс — твори в п'яти томах. Видавництво художньої літератури «Дніпро» Київ — 1976 р., Том 1.